# ヘイ・ブルドッグ
「ヘイ・ブルドッグ」（Hey Bulldog）は、ビートルズの楽曲である。1969年に発売された10作目のイギリス盤公式オリジナル・アルバム『イエロー・サブマリン』に収録された。レノン＝マッカートニーの作品で、ポール・マッカートニーの協力のもとで、ジョン・レノンが書いた楽曲。「レディ・マドンナ」のミュージック・ビデオの撮影中にレコーディングされた楽曲で、同作と同じくピアノのリフを主体とした楽曲となっている。
イギリスやアメリカでは、シングルとして発売されることはなかったが、ヨーロッパではビートルズ解散後の1972年にシングル盤『オール・トゥゲザー・ナウ』のB面曲としてリカットされた。

## 背景
本作のレコーディングが行われる数日前、マッカートニーは吠え声のような効果音が入ったポール・ジョーンズの楽曲「The Dog Presides」でドラムを担当した。その後のビートルズのレコーディング中に、マッカートニーは唐突に犬の吠える声を真似しだした。本作は当初「Hey Bullfrog」というタイトルで作曲され、リハーサルが行なわれていたが、レノンとマッカートニーが犬の吠え声を真似たコーラスを入れることになり、「Hey Bulldog」に改題することとなった。
当初映画『イエロー・サブマリン』のプロジェクトについて、メンバーは良く思っていなかった。その後作品を気に入ったことにより意識を改め、制作側から新曲を求められたことから、本作を手早く仕上げることとなった。本作についてレノンは、「良い音のレコードだけど、何の意味もない」と語っている。
「She Can Talk To Me」と題されたデモ・テイクが存在しており、このテイクは半音階の上昇を模倣したコーラスで構成されている。
レノンが書いた元の歌詞では「measured out in news」となっていたが、マッカートニーは誤って「measured out in you」と歌ってしまった。レノンはこれを気に入り、歌詞を変更した。

## レコーディング
「ヘイ・ブルドッグ」のレコーディングは、1968年2月11日にEMIレコーディング・スタジオのスタジオ3で行なわれ、インドへ出発する前にレコーディングされた最後の楽曲となった。この日は「レディ・マドンナ」のプロモーション・ビデオの撮影が計画されていたため、カメラで撮影されながらのレコーディングとなった。
レノンがピアノ、マッカートニーがタンバリン、ジョージ・ハリスンがリズムギター、リンゴ・スターがドラムという編成でベーシック・トラックが録音され、10テイクで完成となった。トラック2にマッカートニーがベース、ハリスンがファズを効かせたギターで弾いたダブルトラックのメインのリフを録音し、スターはオフビートで叩いたスネアドラムをコーラスとコーダに追加した。続いてレノンとマッカートニーがスタンドマイクを共有して、レノンの手書きの歌詞を読みながら、メインのボーカル・トラックを作成。なお、マッカートニーは、レノンのボーカル・パート（A）より下のキーで歌っている。
レコーディング時の様子はトニー・ブラムウェルによって撮影されていたが、最後のオーバー・ダビング時にはカメラが止められていた。この時にレノンがボーカルのリフレインをダブルトラックで録音したほか、ハリスンのギブソン・SGスタンダードを借りてギターソロを録音したとされている。
同日の夜にテープの回転速度を速めたモノラル・ミックスが作成され、アニメ映画用にキング・フィーチャーズ・シンジケートに送られた。10月29日にサウンドトラック・アルバム用にステレオ・ミックスが作成された。なお、イギリスではサウンドトラック・アルバム『イエロー・サブマリン』のモノラル盤が発売されているが、同盤に収録されたのはステレオ・ミックスをモノラル化した音源となっている。

## リリース・評価
1968年に公開されたビートルズのアニメ映画『イエロー・サブマリン』では、ビートルズがブルードッグを茶化すシーンで使用されている。しかし、アメリカでの公開時には本作が使用されたシーンはカットされた。その後、ソフト化の際に本作のシーンが復活した。
アメリカで1969年1月13日にアップル・レコードから『イエロー・サブマリン』が発売され、「ヘイ・ブルドッグ」は「オール・トゥゲザー・ナウ」と「イッツ・オール・トゥ・マッチ」の間の4曲目に収録された。イギリスではこの4日後に発売された。オールミュージックのトム・マギニスは「ポール・マッカートニーの『レディ・マドンナ』と肩を並べるほどの力作」、リッチー・アンターバーガーは「レノンの悪趣味な一面も見られるが、素晴らしいビートと軸となるピアノのリフ、そして全体的に素晴らしい演奏で構成されている」と評している。
1999年に本作のレコーディングの様子を撮影した映像を再編集して、本作のプロモーション・フィルムが制作され、2015年に発売された『ザ・ビートルズ 1+』に収録された。また、1999年に発売された『イエロー・サブマリン 〜ソングトラック〜』には、エコーがかけられ、リード・ボーカルとベースのトラックの定位が変更されたリミックス・バージョンが収録された。
2006年に発売された『LOVE』に収録の「レディ・マドンナ」で、本作のギターリフが使用された。
『ローリング・ストーン』誌が発表した「100 Greatest Beatles Songs」で第81位にランクインした。

## クレジット
※出典
- ジョン・レノン - ボーカル、ピアノ、ギター
- ポール・マッカートニー - ボーカル、ベース、タンバリン
- ジョージ・ハリスン - ギター
- リンゴ・スター - ドラム

## カバー・バージョン
- 奥田民生 - 1995年に発売されたシングル『悩んで学んで』のカップリング曲として収録[17]。
- ウェス・カー（英語版） - 2009年に発売されたEP『The Way The World Looks/Under The Influence EP』に収録[18]。